# Conseil des Églises d'Afrique du Sud
Le Conseil des Églises d'Afrique du Sud, South African Council of Churches ou SACC en anglais, est un forum interconfessionnel en Afrique du Sud. Il était une organisation anti-apartheid importante durant cette époque de l'histoire de l'Afrique du Sud.